# سون وولتر
سون وولتر (انگلیسی: Sven Wollter؛ زادهٔ ۱۱ ژانویهٔ ۱۹۳۴ – درگذشته ۱۰ نوامبر ۲۰۲۰) هنرپیشه اهل سوئد بود. از فیلم‌هایی که وی در آن نقش داشته است می‌توان به قربانی، من کنجکاوم (زرد)، استدلال کیرا: یک داستان عاشقانه و دوستان اشاره کرد.